# Duomo di San Zenone
Il duomo di San Zenone è il principale luogo di culto cattolico di Aviano, in provincia di Pordenone e diocesi di Concordia-Pordenone; fa parte della forania dell'Alto Livenza.

## Storia
Poiché la precedente chiesa cinquecentesca era insufficiente a contenere tutta la popolazione di Aviano, si decise di costruirne una nuova. Il progetto venne affidato a Francesco Riccati, e i lavori iniziarono nel 1775 e terminarono il 5 settembre 1818 con la consacrazione della chiesa.